# Aldaia
Aldaia (Spanisch: Aldaya) ist eine Gemeinde in der spanischen Provinz Valencia. 

## Geografie
Das Gemeindegebiet von Aldaia grenzt an die folgenden Gemeinden: Alaquàs, Chiva, Torrent, Quart de Poblet und Xirivella, alle in der Provinz Valencia.

## Geschichte
Spuren der Besiedelung reichen bis in die Zeit der Römer zurück. Der Name leitet sich vom arabischen الضيعة (al-ḍaiʿa) ab, übersetzt "der Hof, das Dorf".

## Demografie
| Einwohnerentwicklung (1857 bis 2011)      |
| ----------------------------------------- |
|                                           |
| Quelle: Instituto Nacional de Estadística |

## Persönlichkeiten
- Marta Romeu (* 1992), Radrennfahrerin